# Jalainur
Jalainur (giản thể: 扎赉诺尔区; phồn thể: 扎賚諾爾區; Hán-Việt: Trát Lãi Nặc Nhĩ khu; bính âm: Zhālàinuò'ěr Qū) là một khu thuộc Hulunbuir (Hô Luân Bối Nhĩ), Nội Mông, Trung Quốc, nằm ở phía đông thành phố Mãn Châu Lý và là khu công nghiệp nặng của thành phố này. Jalainur nằm ở sườn tây của dãy Đại Hưng An Lĩnh, nằm ở tây bộ thảo nguyên Hulunbuir, giới hạn tọa độ từ 49°19′ đến 49°31′ vĩ Bắc, 117°30′ đến 117°44′ kinh Đông. Jalainur thuộc đới khí hậu ôn đới bán khô hạn lục địa với bốn mùa rõ rệt, thời kỳ không có sương giá ngắn, ánh nắng mặt trời đầy đủ, chênh lệch nhiệt độ lớn giữa ngày và đêm, nhiệt độ trung bình năm là -1,3 °C. Jalainur nguyên là một khoáng khu thuộc Mãn Châu Lý, ngày 8 tháng 3 năm 2013, Quốc vụ viện phê chuẩn việc nâng Jalainur thành một khu thuộc Hulunbuir, ngang cấp huyện, do Mãn Châu Lý đại diện quản lý, chính quyền đặt tại số 1 đường Tân Chính thuộc nhai đạo số 3. Khu có 6 nhai đạo: 1, 2, 3, 4, 5, Linh Tuyền.